# マルコス・ダ・シルバ・フランス
ケノ（Keno）こと、マルコス・ダ・シウヴァ・フランサ（Marcos da Silva França, 1989年9月10日 - ）は、ブラジル・バイーア州・サルヴァドール出身のサッカー選手。アトレチコ・ミネイロ所属。ポジションはフォワード。

## タイトル
サンタ・クルス
- コパ・ド・ノルジスチ: 2016
- カンピオナート・ペルナンブカーノ: 2016

パルメイラス
- カンピオナート・ブラジレイロ・セリエA: 2018